# Kazim Ziya Kazimzadeh
Kazim Ziya Kazimzadeh (en azéri: Kazım Ziya Cəfər oğlu Kazımzadə; né le 21 mars 1896 à Yukhari Aylis, région de Nakhitchevan et mort le 20 novembre 1956 à Bakou) est un acteur de théâtre et de cinéma azerbaïdjanais, professeur, traducteur, artiste du peuple de la RSS d'Azerbaïdjan (1943) et lauréat du Prix Staline (1948),

## Biographie
Kazim Ziya est né le 21 mars 1896 dans la région d'Ordubad, en Azerbaïdjan. Il apprend parfaitement l’arabe et le persan dès son plus jeune âge. Plus tard, il maîtrise également le russe et le français. En 1911, il s'installe à Bakou avec la famille de son oncle Huseyn. Il entre au lycée iranien « Ittihad » à l'automne 1912. Un an plus tard, il crée un club littéraire à l’école. En 1914, des amateurs de théâtre dirigés par Huseyn Arablinski  jouent la tragédie d'Abdurrahim bey Hakverdiyev « Le jeune homme malheureux » au profit des étudiants de l'école « Ittihad ». Depuis, il se produit dans différentes troupes de théâtre.

## Récompenses
- Artiste du peuple de la RSS d'Azerbaïdjan, le 17 juin 1943.
- Prix Staline En 1948.